# Glossoloma bolivianum
Glossoloma bolivianum är en tvåhjärtbladig växtart som först beskrevs av Nathaniel Lord Britton och Henry Hurd Rusby, och fick sitt nu gällande namn av J.L. Clark. Glossoloma bolivianum ingår i släktet Glossoloma och familjen Gesneriaceae. Inga underarter finns listade i Catalogue of Life.